# Virtual Hosting Control System
vhcs (Virtual Hosting Control System) es un panel de control basado en web para controlar:
- Servidor HTTP (Apache)
- Servidor de correo electrónico
- Servidor DNS (Bind 9)
- Servidor de FTP (proftpd).

Actualmente está disponible para sistemas operativos GNU/Linux.